# Aquilino López
Pour les articles homonymes, voir López.
Aquilino López Roa (né le 21 avril 1975 à Villa Altagracia, San Cristóbal, République dominicaine) est un lanceur droitier de baseball qui joue dans la Ligue majeure de baseball et l'Organisation coréenne de baseball de 2003 à 2012.

## Carrière
Aquilino López joue en Ligue majeure de baseball avec les Blue Jays de Toronto (2003-2004), les Rockies du Colorado (2005), les Phillies de Philadelphie (2005) et les Tigers de Détroit (2007-2008). Il participe à 159 matchs, tous comme lanceur de relève, et sa moyenne de points mérités en carrière se chiffre à 3,78 en 207 manches et un tiers lancées. Il compte 6 victoires, 6 défaites, 15 sauvetages dont les 14 premiers à Toronto à sa première saison, et 167 retraits sur des prises.
En Corée du Sud, López s'aligne de 2009 à 2011 avec les Kia Tigers de la KBO, puis avec les SK Wyverns en 2012. Lanceur partant en Corée, il mène la ligue pour les manches lancées en 2009 avec 190 manches et un tiers de travail et remporte deux victoires dans les Korean Series qui couronnent les Tigers comme champions de la saison.